# ADNR
ADNR, Aggregated diamond nanorods (zagregowane nanopręty diamentowe) – alotropowa odmiana węgla, najtwardszy i najmniej ściśliwy materiał znany obecnie ludzkości.
Współczynnik sprężystości objętościowej ADNR wynosi 491 GPa, podczas gdy dla diamentu wynosi on 442 GPa. ADNR jest o 0,3% gęstszy od diamentu i twardszy zarówno od diamentu typu IIa, jak i fulerytu.
Wytworzenie ADNR wymaga sprasowania fulerenów w prasie diamentowej pod ciśnieniem 2-20 GPa w temperaturze 300-2500 K. Powstała struktura składa się z posczepianych diamentowych prętów o średnicy 5-20 nm i długości rzędu 1 μm.